# Marlborough-i domb
A marlborough-i domb (angolul: Marlborough mound) egy 19 méter magas, körülbelül 4400 éves mesterséges domb, amely valószínűleg a Silbury Hill-lel egyidős. Korábban azt feltételezték, hogy a 11. században hozták létre és egy kastély alapjául szolgált. Az ásatáskor a dombból vételezett növényi szénminták alapján azt állapították meg, hogy keletkezése I.e. 2400-ra tehető, akkor építették, amikor a helyi törzsek mészkövet gyűjtöttek Wiltshire-ből a Stonehenge-hez és Avebury kőgyűrűihez. „Silbury kistestvérének” is szokták nevezni, mivel Nagy-Britannia második legmagasabb emberalkotta dombja.